# Messestädte-Pokal 1965/66
Der 8. Messestädte-Pokal wurde in der Saison 1965/66 ausgespielt. Der FC Barcelona gewann das in Hin- und Rückspiel ausgetragene Finale gegen Real Saragossa. Es war bereits der dritte Sieg für Barcelona in diesem Wettbewerb und der sechste für spanische Mannschaften. Falls es nach Hin- und Rückspiel unentschieden stand, wurde eine Entscheidung durch Verlängerung, ein Entscheidungsspiel und/oder ein Münzwurf durchgeführt.
Torschützenkönig wurde José Antonio Zaldúa vom FC Barcelona mit acht Toren.

## 1. Runde
|                                | Gesamt |                    | Hinspiel | Rückspiel |
| ------------------------------ | ------ | ------------------ | -------- | --------- |
| Stade Français                 | 0:1    | FC Porto           | 0:0      | 0:1       |
| Royal Antwerpen                | 4:3    | Glentoran FC       | 1:0      | 3:3       |
| DOS Utrecht                    | 1:7    | FC Barcelona       | 0:0      | 1:7       |
| Girondins Bordeaux             | 01:10  | Sporting Lissabon  | 0:4      | 1:6       |
| RFC Lüttich                    | 1:2    | NK Zagreb          | 1:0      | 0:2       |
| Royal Daring Club de Bruxelles | 1:3    | AIK Solna          | 1:3      | 0:0       |
| Malmö FF                       | 0:7    | TSV 1860 München   | 0:3      | 0:4       |
| PAOK Saloniki                  | 2:7    | Wiener Sport-Club  | 2:1      | 0:6       |
| FC Chelsea                     | 4:1    | AS Rom             | 4:1      | 0:0       |
| AC Mailand                     | 2:2    | Racing Straßburg   | 1:0      | 1:2       |
| Roter Stern Belgrad            | 1:7    | AC Florenz         | 0:4      | 1:3       |
| Spartak Brno ZJŠ               | 2:1    | Lokomotive Plowdiw | 2:0      | 0:1       |
| Leeds United                   | 2:1    | AC Turin           | 2:1      | 0:0       |
| Hibernian Edinburgh            | 2:2    | FC Valencia        | 2:0      | 0:2       |
| Union Luxemburg                | 00:17  | 1. FC Köln         | 0:4      | 00:13     |
| 1. FC Nürnberg                 | 1:2    | FC Everton         | 1:1      | 0:1       |

### Entscheidungsspiele
|                     | Ergebnis     |                  |
| ------------------- | ------------ | ---------------- |
| AC Mailand          | (M)1:1 n. V. | Racing Straßburg |
| Hibernian Edinburgh | 0:3          | FC Valencia      |

## 2. Runde
|                      | Gesamt |                     | Hinspiel | Rückspiel |
| -------------------- | ------ | ------------------- | -------- | --------- |
| Hannover 96          | 6:2    | FC Porto            | 5:0      | 1:2       |
| Royal Antwerpen      | 2:3    | FC Barcelona        | 2:1      | 0:2       |
| Sporting Lissabon    | 5:5    | Español Barcelona   | 2:1      | 3:4       |
| NK Zagreb            | 2:3    | Steagul Roşu Braşov | 2:2      | 0:1       |
| AIK Solna            | 3:5    | Servette Genf       | 2:1      | 1:4       |
| Göztepe Izmir        | 03:10  | TSV 1860 München    | 2:1      | 1:9       |
| Wiener Sport-Club    | 1:2    | FC Chelsea          | 1:0      | 0:2       |
| GD da CUF Barreiro   | 2:2    | AC Mailand          | 2:0      | 0:2       |
| Dunfermline Athletic | 9:2    | Boldklub 1903       | 5:0      | 4:2       |
| AC Florenz           | 2:4    | Spartak Brno ZJŠ    | 2:0      | 0:4       |
| Heart of Midlothian  | 4:1    | Vålerenga IF        | 1:0      | 3:1       |
| Shamrock Rovers      | 2:3    | Real Saragossa      | 1:1      | 1:2       |
| SC Leipzig           | 1:2    | Leeds United        | 1:2      | 0:0       |
| FC Basel             | 2:8    | FC Valencia         | 1:3      | 1:5       |
| Aris Saloniki        | 2:3    | 1. FC Köln          | 2:1      | 0:2       |
| Újpesti Dózsa SC     | 4:2    | FC Everton          | 3:0      | 1:2       |

### Entscheidungsspiele
|                         | Ergebnis |                   |
| ----------------------- | -------- | ----------------- |
| Sporting Lissabon       | 1:2      | Español Barcelona |
| Grupo Desportivo Fabril | 0:1      | AC Mailand        |

## 3. Runde
|                      | Gesamt |                     | Hinspiel | Rückspiel |
| -------------------- | ------ | ------------------- | -------- | --------- |
| Hannover 96          | 2:2    | FC Barcelona        | 2:1      | 0:1       |
| Español Barcelona    | 5:5    | Steagul Roşu Braşov | 3:1      | 2:4       |
| Servette Genf        | 2:5    | TSV 1860 München    | 1:1      | 1:4       |
| FC Chelsea           | 3:3    | AC Mailand          | 2:1      | 1:2       |
| Dunfermline Athletic | 2:0    | Spartak Brno ZJŠ    | 2:0      | 0:0       |
| Heart of Midlothian  | 5:5    | Real Saragossa      | 3:3      | 2:2       |
| Leeds United         | 2:1    | FC Valencia         | 1:1      | 1:0       |
| 1. FC Köln           | 3:6    | Újpesti Dózsa SC    | 3:2      | 0:4       |

### Entscheidungsspiele
|                     | Ergebnis     |                     |
| ------------------- | ------------ | ------------------- |
| Hannover 96         | 1:1 n. V.(M) | FC Barcelona        |
| Español Barcelona   | 1:0          | Steagul Roşu Braşov |
| FC Chelsea          | (M)1:1 n. V. | AC Mailand          |
| Heart of Midlothian | 0:1          | Real Saragossa      |

## Viertelfinale
|                      | Gesamt |                   | Hinspiel | Rückspiel |
| -------------------- | ------ | ----------------- | -------- | --------- |
| FC Barcelona         | 2:0    | Español Barcelona | 1:0      | 1:0       |
| TSV 1860 München     | 2:3    | FC Chelsea        | 2:2      | 0:1       |
| Dunfermline Athletic | 3:4    | Real Saragossa    | 1:0      | 2:4 n. V. |
| Leeds United         | 5:2    | Újpesti Dózsa SC  | 4:1      | 1:1       |

## Halbfinale
|                | Gesamt |              | Hinspiel | Rückspiel |
| -------------- | ------ | ------------ | -------- | --------- |
| FC Barcelona   | 2:2    | FC Chelsea   | 2:0      | 0:2       |
| Real Saragossa | 2:2    | Leeds United | 1:0      | 1:2       |

### Entscheidungsspiele
|                | Ergebnis |              |
| -------------- | -------- | ------------ |
| FC Barcelona   | 5:0      | FC Chelsea   |
| Real Saragossa | 3:1      | Leeds United |

## Finale

### Hinspiel
| FC Barcelona                               | FC Barcelona | Real Saragossa | Real Saragossa |
| ------------------------------------------ | --- | --- | -------------- |
| FC Barcelona                               | \| 14. September 1966 in Barcelona (Camp Nou) \| \| Ergebnis: 0:1 (0:1) \| \| Zuschauer: 50.000 \| \| Schiedsrichter: István Zsolt ( Ungarn) \|                                                                           | \| 14. September 1966 in Barcelona (Camp Nou) \| \| Ergebnis: 0:1 (0:1) \| \| Zuschauer: 50.000 \| \| Schiedsrichter: István Zsolt ( Ungarn) \|                                                                                           | Real Saragossa |
| FC Barcelona                               | Salvador Sadurní – Julio César Benítez, Eladio Silvestre – Ramón Montesinos, Gallego, Antoni Torres – Pedro Zaballa, Lucien Muller, José Antonio Zaldúa , Josep Fusté, Luis Vidal Cheftrainer: Roque Olsen ( Argentinien) | Enrique Yarza – José Ramón Irusquieta, Severino Reija – Antonio Pais, Francisco Santamaría, Jose Luis Violeta – Cánario, Eleuterio Santos, Marcelino, Juan Manuel Villa, Carlos Lapetra Cheftrainer: Ferdinand Daučík ( Tschechoslowakei) | Real Saragossa |
| FC Barcelona                               | 0:1 Cánario (40.) | | Real Saragossa |
| 14. September 1966 in Barcelona (Camp Nou) | | |                |
| Ergebnis: 0:1 (0:1)                        | | |                |
| Zuschauer: 50.000                          | | |                |
| Schiedsrichter: István Zsolt ( Ungarn)     | | |                |

### Rückspiel
| Real Saragossa                                | Real Saragossa | FC Barcelona | FC Barcelona |
| --------------------------------------------- | --- | --- | ------------ |
| Real Saragossa                                | \| 21. September 1966 in Saragossa (La Romareda) \| \| Ergebnis: 2:4 n. V. (2:3, 1:1) \| \| Zuschauer: 33.000 \| \| Schiedsrichter: Concetto Lo Bello ( Italien) \|                                                                       | \| 21. September 1966 in Saragossa (La Romareda) \| \| Ergebnis: 2:4 n. V. (2:3, 1:1) \| \| Zuschauer: 33.000 \| \| Schiedsrichter: Concetto Lo Bello ( Italien) \|                                      | FC Barcelona |
| Real Saragossa                                | Enrique Yarza – José Ramón Irusquieta, Severino Reija – Antonio Pais, Francisco Santamaría, Jose Luis Violeta – Cánario, Eleuterio Santos, Marcelino, Juan Manuel Villa, Carlos Lapetra Cheftrainer: Ferdinand Daučík ( Tschechoslowakei) | Salvador Sadurní – Foncho, Eladio Silvestre – Ramon Montesinos, Gallego, Antoni Torres – Pedro Zaballa, Pedro Mas, José Antonio Zaldúa , Josep Fusté, Luis Pujol Cheftrainer: Roque Olsen ( Argentinien) | FC Barcelona |
| Real Saragossa                                | 1:1 Juan Manuel Villa (20.) 2:1 Marcelino (50.) | 0:1 Luis Pujol (3.) 2:2 Pedro Zaballa (79.) 2:3 Antoni Torres (85.) 2:4 Luis Pujol (100.) | FC Barcelona |
| Real Saragossa                                | Platzverweis: Cánario (88.) | Platzverweis: Antoni Torres (88.) | FC Barcelona |
| 21. September 1966 in Saragossa (La Romareda) | | |              |
| Ergebnis: 2:4 n. V. (2:3, 1:1)                | | |              |
| Zuschauer: 33.000                             | | |              |
| Schiedsrichter: Concetto Lo Bello ( Italien)  | | |              |

## Beste Torschützen
| Rang | Spieler             | Klub              | Tore |
| ---- | ------------------- | ----------------- | ---- |
| 1    | José Antonio Zaldúa | FC Barcelona      | 8    |
| 2    | Timo Konietzka      | TSV 1860 München  | 7    |
|      | Karl-Heinz Thielen  | 1. FC Köln        | 7    |
| 4    | Hannes Löhr         | 1. FC Köln        | 6    |
|      | João Lourenço       | Sporting Lissabon | 6    |
|      | Marcelino           | Real Saragossa    | 6    |